# Wim Hoogbergen
Wilhelmus Simon Marie (Wim) Hoogbergen (Utrecht, 21 januari 1944 - Bunnik, 3 augustus 2019) was een Nederlands cultureel antropoloog en surinamist, gespecialiseerd op het gebied van de geschiedenis van de Surinaamse marrons.

## Biografie
Hoogbergen werd geboren als de jongste (en nakomer) uit een rooms-katholiek gezin van zeven kinderen. Na  de Mulo volgde hij een opleiding voor (hoofd)onderwijzer aan de rooms-katholieke kweekschool te Zeist, waar hij in 1966 zijn diploma voor volledig bevoegd onderwijzer behaalde. Een paar dagen daarna mocht hij zijn dienstplicht gaan vervullen in het Nederlandse leger, waar hij er zelfs niet in slaagde soldaat der eerste klasse te worden. Van 1967 tot 1969 werkte hij als onderwijzer op de Juliaschool in Amersfoort. In 1969 ging Wim Hoogbergen werken bij Samson Leersystemen te Alphen aan den Rijn als redacteur voor boeken bestemd voor het basisonderwijs. Een jaar later begon hij aan de studie culturele antropologie aan de Universiteit Utrecht. Zijn kandidaats haalde hij in 1974 en zijn doctoraal in 1978. Op dat moment was hij werkzaam op de afdeling Oldenkotte van de Rekkense Inrichtingen in Eibergen. In 1980 werd hij aangesteld als wetenschappelijk assistent bij het Instituut voor Culturele Antropologie aan de Universiteit Utrecht, waar hij in 1985 promoveerde. Daar zou hij blijven werken (achtereenvolgens als wetenschappelijk medewerker, docent en hoofddocent) tot 1 december 2005.
Hoewel Hoogbergen bij Culturele Antropologie veel onderwijsfuncties vervulde en lange tijd onderwijscoördinator (later onderwijsdirecteur) was, bevredigde het wetenschappelijke onderzoek hem het meeste. Hij was lid van de onderzoeksschool Ceres en specialiseerde zich op Suriname, waarover hij tal van boeken en artikelen publiceerde. Hij was lid (en tot 2007 hoofdredacteur) van de redactie van Oso, Tijdschrift voor Surinamistiek en van de serie Bronnen voor de Studie van Suriname. In 2005 ontving Hoogbergen de Prijs voor de Surinamistiek van het Instituut ter Bevordering van de Surinamistiek.
Hoogbergen runde met Thomas Polimé een reisbureau dat zich specialiseerde in reizen naar het binnenland van Frans-Guyana en Suriname met speciale aandacht voor natuur en cultuur. In 2019 stierf Hoogbergen aan een ongeneeslijke ziekte.